# Gonomyia spinifer
Gonomyia spinifer är en tvåvingeart som beskrevs av Alexander 1918. Gonomyia spinifer ingår i släktet Gonomyia och familjen småharkrankar. Inga underarter finns listade i Catalogue of Life.